# 테오도어 슈반

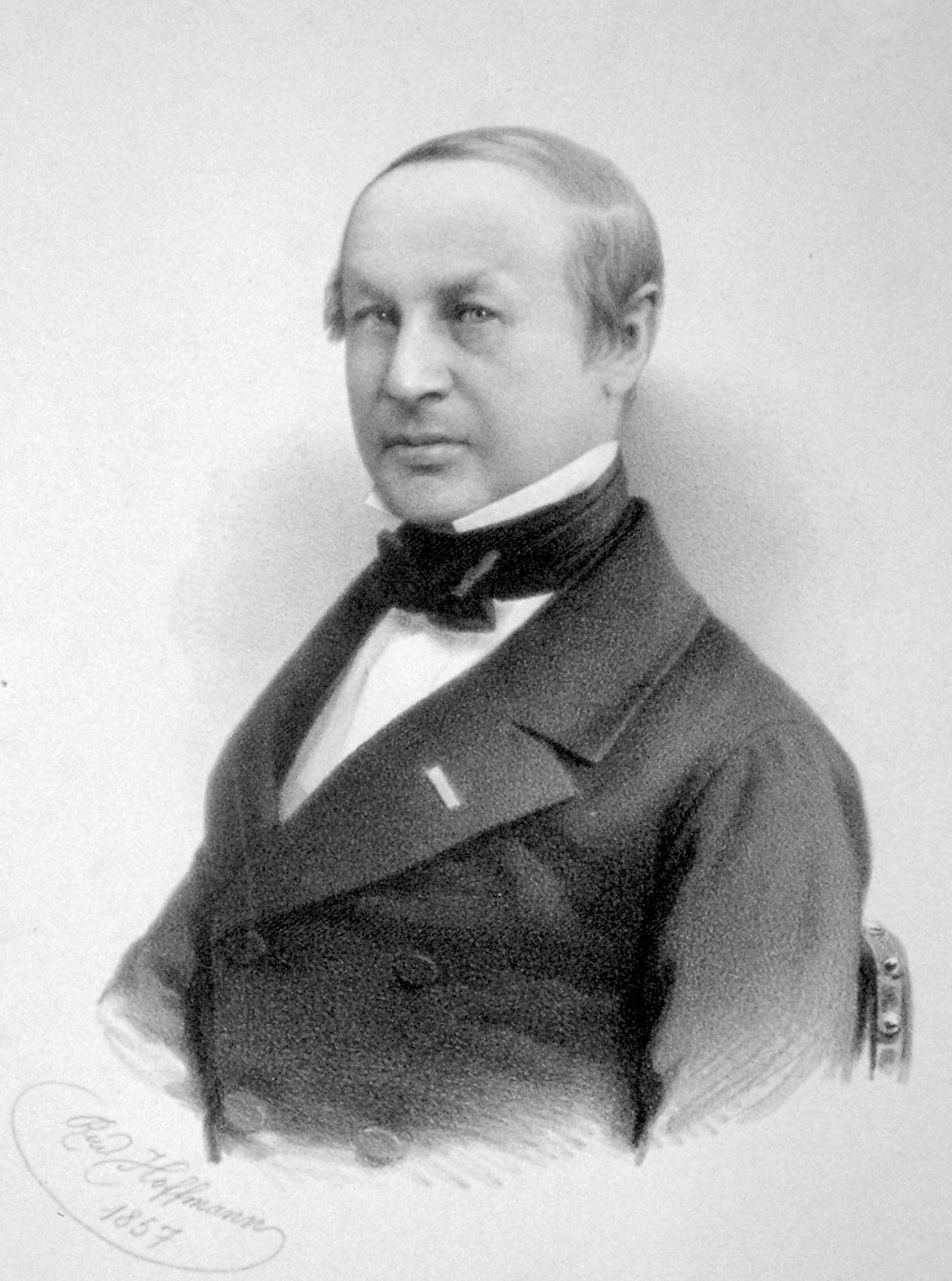

테오도어 슈반(독일어: Theodor Schwann, 1810 ~ 1882)은 독일의 생리학자이다. 1836년 소화과정을 연구하다가 위(胃)에서 소화와 관계있는 물질을 발견하고 펩신이라고 이름지었으며, 살아 있는 조직에서 일어나는 화학적 변화를 물질대사라고 했다. 슈반은 슐라이덴이 식물의 세포설을 주장한 다음해인 1839년에 동물도 식물처럼 세포로 되어 있다는 동물에 관한 세포설을 주장했다. 또한 식도 상부의 가로무늬근을 발견했으며, 신경섬유인 축삭돌기를 싸고 있는 수초를 발견하기도 했다.